# Дзамамідзіма
Дзама́мі (яп. 座間味島, Zamamijima) — острів у Тихому океані, на південь від основної частини Японських островів. Є частиною групи островів Керама (Окінава, Японія). Площа острова — 6,6 км², найвища точка — 160,7 м. Населення села Дзамамі (єдиний населений пункт) становить 645 осіб.

## Пляжі
Острів відомий своїми чарівними пляжами із блакитними водами і білим піском.

## Світлини

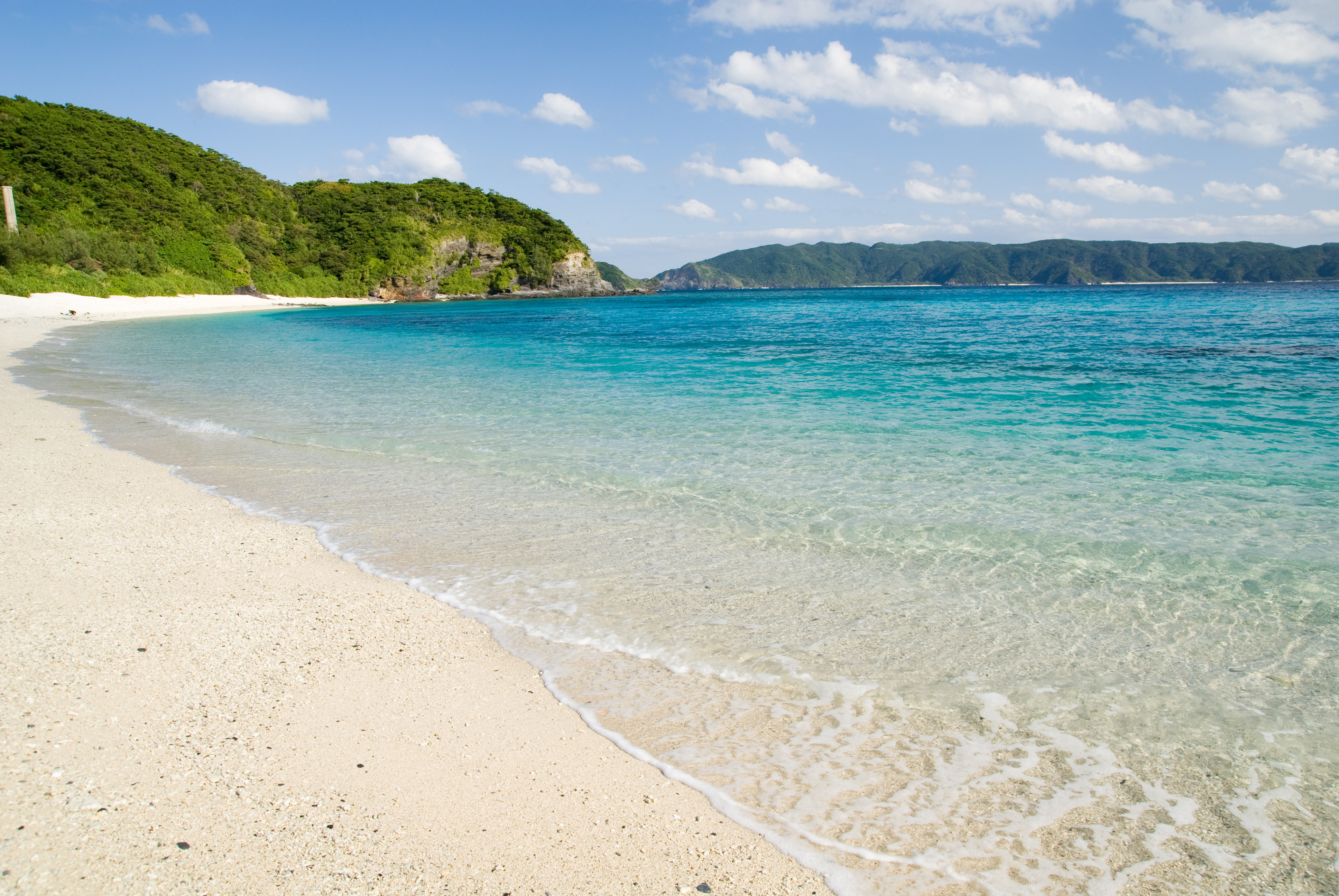
Пляж Фурудзамамі
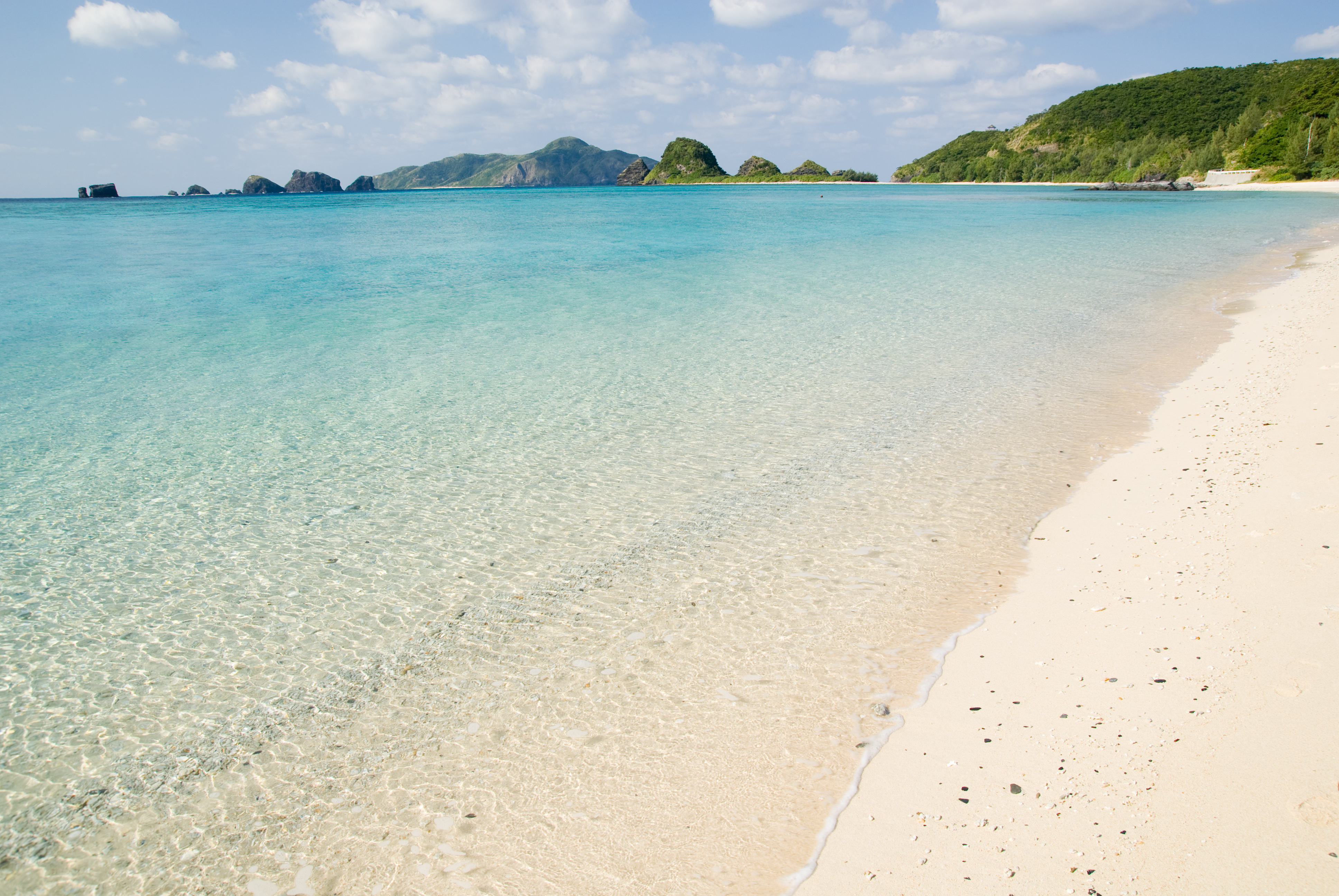
Пляж Ама